# おどろ町モノノケ録
『おどろ町モノノケ録』（おどろちょうモノノケろく）は、押切蓮介の漫画作品。

## 概要
2011年にデジタルコミック誌『電撃コミック ジャパン』（アスキー・メディアワークス）から連載を開始した。なお、読み切り漫画「ばけむしょ」は違法行為・犯罪を行った幽霊や妖怪を収容する刑務所を舞台とした劇中劇である。
『でろでろ』と共通する「ホラーギャグ」および「ロー・ファンタジー」であるが、本作の主人公は『でろでろ』の日野兄妹とは違いヘタレなイジメられっ子である。後半近くからスリラーの要素が強調され、「日常の崩壊」により急展開なラストを迎えた。

## ストーリー
一見普通の街並みの「おどろ町」は、町長が推進した「なかよし共存計画」により、人間とオバケが共に住める珍しい町である。主人公・貝はオバケを吸い寄せる体質のせいで、よくオバケに絡まれ、その度に同級生・百子や母親・岩子に助けられる情けない日々を過ごしていた。ラーメン屋に行けば怨霊の髪の毛入りラーメンを食べさせられ、ファミレスに行けばオバケの店員・店長にひどい接客を受けた挙句に逆に食べられそうになり、転校生で後に義姉となる狐妖怪・狐子に初対面からイジメられるなど、不幸な日々が続くためオバケが大嫌いだった。
そんなある日、義父の王子之助が貝達の身勝手さに憤り、外出した事を機に岩子と狐子も家を出て行き、貝はひとりぼっちになる。まさかその夜におどろ町最大最悪の危機が訪れるとは知らずに。

## 用語
以下では、妖怪、亡霊、モノノケなどを特定されていない場合や話の脈絡からまとめた方が妥当な場合は、人外の者を総称して「オバケ」と記載する。
オバケ
おどろ町に住むオバケは多種多様で、化け狐や座敷童子など既存の妖怪から、ノブオやアイスクリームのような本作オリジナルのオバケも多数登場する。誰でも見えたり、話したり触れたりする事もできる。人間と共に働いたり結婚したりして人間と共存する者がいる一方で、人間相手に悪事を働き逮捕される者もいる。他の押切蓮介作品のオバケと比較すると、『ゆうやみ特攻隊』や『サユリ』より、『でろでろ』や『ぼくと姉とオバケたち』の方に近い。
おどろ町
轟才重郎町長が推進した「なかよし共存計画」のため、人間とオバケが暮らす町。オバケのための独自の法律があり、オバケには住民票が与えられ、オバケとの結婚や雇用契約、商売なども認められている。オバケ界の食文化を堪能したり、オバケとの友好や恋愛に楽しむなど、貝などオバケ嫌いを除けば共存関係はうまくいっている様子である。しかし、人間優位が実態で、オバケの低賃金重労働がまかり通り、オバケの平均年収が43万円（人間は300万円）であるように格差も激しい。
警察
基本的に普通の警察と同じだが、おどろ町にはオバケのみ適用の法律があり、人間に危害を加えるオバケには逮捕したり、罪によっては尻叩きやくすぐりの刑をする権限がある。また、流涙罪（オバケが人間の女性を泣かせると逮捕される。オバケのみ適用されるためオバケには理不尽な刑）で逮捕する為に痴話喧嘩を監視するやらしい面がある。
逢魔時プリズン
罪を犯したオバケを集め、更生させる刑務所。罪状は暴行罪や窃盗罪など人間と同じ罪から、金縛りや心霊写真などオバケ特有の犯罪もある。実体の無い霊体を撃ち抜く銃を所持しており、脱獄者は即射殺である。更生施設であるが、実態はオバケ嫌いの看守（人間）による虐待が日常化している。『でろでろ』奇っ怪190「幽霊刑務所」にも似た施設が登場する。
カツミ不動産
岩子が働く不動産会社。人間では到底住めないような劣悪物件でも、オバケによっては　優良物件であるため、オバケには好評で、「なかよし共存計画」のおかげで好景気になった会社。しかし、亡霊は元人間のため、感性はオバケより人間に近く、希望条件も無理難題が多いため厄介な客である。

## 登場キャラクター

### 主要人物
貝（かい）
主人公
小学生。気弱でマザコン。
オバケを寄せつける体質のせいでよくオバケに絡まれる薄幸な少年。一時期、オバケへの耐性ができたが、仮出所したノブオに重傷を負わされ、また元の泣き虫に戻る。
食いしん坊でメタボ体質。母親の財布から金を盗んで食べ歩きする悪癖がある。
百子に片思いしているが、当の百子は恋愛対象として全く見ていない。
百子（ももこ）
小学生。ヒロイン。貝の同級生。
腕っ節が強い男前の女子。かなり毒舌。オーバーオールファッション。
オバケによく絡まれる貝を哀れみ、よく助けてあげる。貝の姉的存在を自負しているが、恋愛対象としては拒絶している。
度胸が強く機転が利き、おどろ町騒動では大人達がパニックになっている最中に解決策を考え、町長に直談判するほど行動力もある。
ノブオ
オバケ。貝の友達かつ仇敵。
熊のぬいぐるみのような姿でとぼけた顔の癒し系。貝と同じ食いしん坊で、マイペースでワガママ。策士で腕っ節も強い。
怨霊に絡まれた貝を助けた事で、食事を奢ってもらい仲良くなる。しかし、貝の所持金は母親から盗んだお金であり、そのとばっちりで窃盗犯として逢魔時プリズンに収監される羽目になる。そのため、貝を友達と思いながらも憎悪も持ち続ける。
おっとりした外見とは裏腹に執念深く、貝への怒りは一向に治まらない（これは貝にも原因がある）。
岩子（いわこ）
貝の母親。不動産会社OL。
夫・下駄雄を10年前に虫歯で他界後、女手一つで貝を育て上げる。
ワンパクで優しいが、息子の窃盗癖には厳しく叱る。
面食いで、王子之助に一目惚れして再婚した。
氷川　狐子（ひかわ ぎんこ）
狐の妖怪。貝のクラスの転校生。
外見は少女だが、231歳。
妖艶でサディスティック。貝をイジメるのが好き。
貝がオバケを吸い寄せやすい体質である事を見抜き、さらに経済的メリットからも貝に興味を示す。しかし、コミュニケーションが暴力的であるため、貝は苦手である。
父親が岩子と再婚したため、貝の義姉となる。
氷川　王子之助（ひかわ おうじのすけ）
狐の妖怪。狐子の父。後に貝の義父となる。
外見は美形で、性格は優しく家族想い。貝の一家で、一番の常識人。サディスティックの娘に頭を悩ましている。
岩子の猛アタックに押されて、再婚した。
岩子と痴話喧嘩の末に、流涙罪で逢魔時プリズンに一週間の刑で収監される。しかし、娘恋しさのため、初日に脱獄した。いい加減な看守のため、そのまま自由の身となる。

### 人間
百子の父親
八百屋「八百松」店主。カッパのドンちゃんを薄給で雇う。
1999年のノストラダムスの大予言の時に自暴自棄になって暴徒になり逮捕された過去を持つ。おどろ町騒動の際にも、娘の制止を聞かず、あえて暴徒になり、やはり逮捕された。
轟　才重郎（とどろき　さいじゅうろう）
おどろ町町長。「なかよし共存計画」の推進者。
懐の大きさからオバケとの共存を推進しながら、おどろ町騒動の際には責任追及を恐れ、引きこもる体たらくな人物。
絶望的状況下で、あえて『ミスミソウ』（作者の別作品）を読んでより陰鬱になる。しかし、百子が示した解決策を聞き、やっと町長としての自覚を取り戻す。
逢魔時プリズン所長
刑務官にオバケいじめを命令している張本人。
オバケ嫌いなのにホラー映画を観て勝手にオバケに恨みを持ったり、一人で寝るのが恐いという理由でオバケのノブオに添い寝を頼むなど矛盾だらけの人。
逢魔時プリズン看守達
マイホームにオバケがいて一家離散し、その恨みでオバケをいじめる看守。勤務中に昔の深夜番組のビデオを観る看守。夜中に脱走したオバ毛を発見しながら、間近にいた王子之助達に気付かなかった有能なのか無能なのか分からない看守など、看守達も個性派ぞろいである。

### オバケ
ドンちゃん
カッパ。百子の実家である八百屋の従業員＆ペット。
胡瓜が大好物で、八百屋の胡瓜まで食べてしまうため、百子の父に売り物を食べると時給マイナス500円にすると脅されている。
遠野旅行の時に捕まえたため、おどろ町の住民票が無く、騒動後もおどろ町に留まる。
タタミ
座敷童子。逢魔時プリズンの囚人。ノブオと同房（444号室長）。
富を与えようとある家に居ついたら不法侵入で逮捕された。
ソフトクリーム
外見は足のあるソフトクリーム。逢魔時プリズンの囚人。ノブオと同房。
詐欺罪で3年の刑。風呂に入ると、コーンの部分が溶けるが、後に生えてくる。既婚者。
見上げ入道・吉田
一つ目入道。逢魔時プリズンの囚人。ノブオと同房。
覗きで2年の刑。町に妹がいる。
オバ毛
逢魔時プリズンの囚人。ノブオと同房。
外見は短い毛そのもの。夜道を全裸で歩いた猥褻罪で逮捕。2年の刑。
趣味は風俗遊び、パチンコ、ネットサーフィンで特技はピッキング。
王子之助と脱獄するが、極小サイズなのにあっさり看守に見つかり、銃撃され逮捕される（間近にいてオバ毛より大きな王子之助達は発見されなかった）。

## 書誌情報
1. ISBN 978-4-04-886051-2
2. ISBN 978-4-04-886930-0